# Bawean

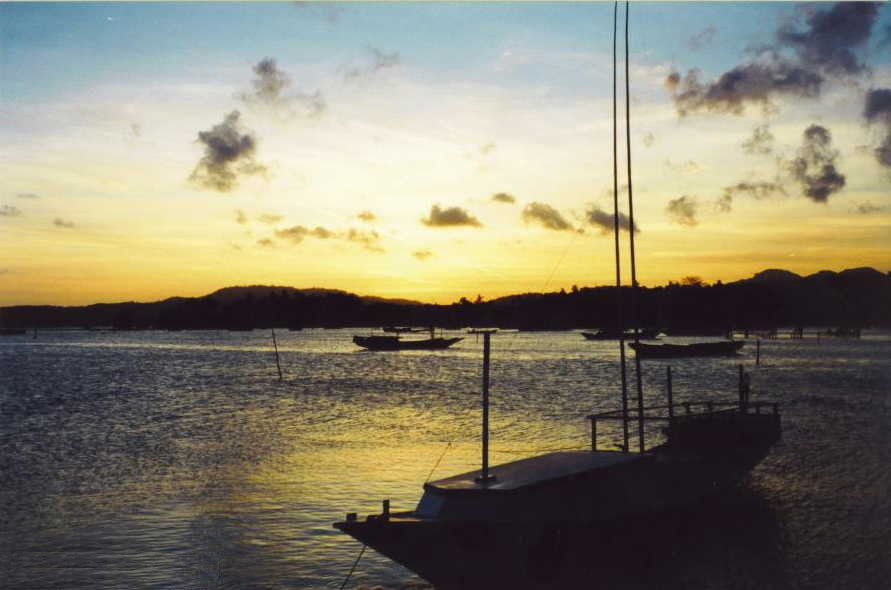
El puerto de Sangkapura.

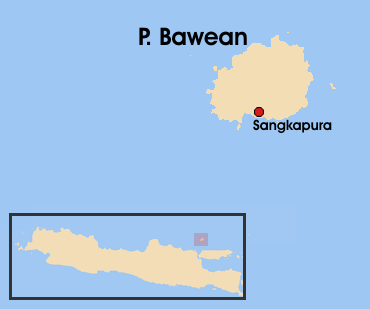
Localización de Bawean.

La isla de Bawean es una isla perteneciente a Indonesia se encuentra en el mar de Java, a unos 200 km de Surabaya. Su capital, Sangkapura, es un puerto de unos 40.000 habitantes. En total, Bawean está habitada por unos 65.000 habitantes dedicados principalmente a la pesca y la agricultura. En esta isla habita el endémico axis de Bawean, cérvido en peligro de extinción.
- Datos: Q812044
- Multimedia: Bawean / Q812044